# 야!한밤에
야!한밤에는 2000년 5월 4일부터 2003년 6월 18일까지 KBS에서 방영된 예능프로그램이다. 파일럿(2000년 3월 24일) 편성 당시에는 유재석, 이휘재가 공동 진행을 맡았으며 2001년 11월 7일부터 수요일로 옮기면서 새로운 보조 MC로 투입된 주영훈이 방송사 PD들한테 금품을 제공한 혐의로 2002년 8월 12일 검찰로부터 체포영장이 발부됐음에도 계속 진행을 맡겨 비난을 샀고 결국 2003년 6월에 부분 개편으로 막을 내렸다.
한편, 2001년 5월 10일부터 메인 MC로 활동한 이경규는 해당 프로그램 이후 한동안 KBS 출연이 뜸해졌으며 2006년 3월 13일 시작된 KBS 2TV 《그랑프리쇼 여러분》 공동 진행을 맡아 KBS 복귀를 할 수 있었는데 이에 앞서 2003년 가을 개편 때 시작된 같은 채널 《스펀지》 MC 물망에 올랐으나 스스로 포기했다.
아울러, 이 프로그램은 당초 일요일 밤 10시 30분 편성 예정이었지만 원년 멤버였던 서세원이 2000년 4월 23일부터 MBC 《일요일 일요일 밤에》메인 MC를 맡게 되자 좌절됐는데 서세원은 이 프로그램 제작진이 2000년 6월 18일 방영된 '가무만사성' 코너 중 자신이 출연한 스튜디오 녹화분을 편집 과정에서 삭제한 채 내보내자 23일 녹화에 불참하여 25일 방영분에 출연하지 않았고 결국 2달 만에 《일요일 일요일 밤에》에서 빠졌는데 이 프로그램은 이경규가 일본 유학을 떠나면서 1998년 11월 8일 하차한 데다 1995년 10월 22일부터 합류한 김국진도 재충전의 시간을 위해 1999년 4월 18일 방송분을 끝으로 빠진 뒤 갈수록 하락세를 겪어왔다.
이렇게 되자 《일요일 일요일 밤에》는 1999년 10월 24일부터 이경규를 컴백시켰지만 이경규 김국진 체제보다 인기가 떨어진 데다 1998년 9월 13일부터 합류한 신동엽이 1999년 12월 8일 대마초 흡연혐의로 구속되어 빠진 뒤 하락세를 겪어왔고 이경규도 2000년 5월 5일 시작된 KBS 2TV 《이경규, 심현섭의 행복남녀》를 통해 KBS 진출을 하여 프로그램에서 빠지자 서세원을 2000년 4월 23일부터 이경규 후임으로 합류시켰으나 제작진과의 마찰 탓인지 2달 만에 도중하차했다.

## 역대 진행자
- 서세원, 김영철, 박진희 (첫 회 ~ 2000년 6월 22일)(박진희가 2000년 6월 5일 교통사고를 당해 하차한 뒤 같은 달 22일까지는 홍수현이 임시진행)[14]
- 서세원, 김영철, 손태영 (2000년 6월 29일 ~ 2000년 10월 5일)
- 서세원, 김영철, 손태영, 김한석 (2000년 10월 12일 ~ 2001년 5월 3일)
- 이경규, 류수영 (2001년 5월 10일 ~ 6월 28일)
- 이경규, 류수영, 박상아 (2001년 7월 5일)
- 이경규, 양진석, 박상아 (2001년 7월 12일 ~ 2001년 11월 1일)
- 이경규, 주영훈 (2001년 11월 7일 ~ 마지막회)

## 코너 목록
- 《싱글파티》
- 《보고싶다 친구야》
- 《야밤 체육시간》